# 월스톤즈
월스톤즈(영어: The Wallstones)는 스웨덴 출신 발라드 그룹이다. 2004년 요한 베커와 칼 마틴달이 구성원이며, 주요 곡으로는 《Insomnia》와 《Odd Little Things》가 있다.
그러나 2005년 해체 했다. 앨범은 2006년에 나와 인기를 끌었고, 해체 후에 요한 베커는 스타 파일럿츠를 구성했다. 또한 월스톤즈는 활동 당시 선풍적인 인기를 끌기도 했다.
2005년 유로비전 송 대회에 스웨덴 국적으로 출전했다.

## 멤버
- 요한 베커(Johan Becker) - 보컬
- 칼 마틴달(Karl Martindahl) - 보컬

## 음반 목록
- 《Pleasure And Pain》(2006년)